# Exomalopsis collaris
Exomalopsis collaris är en biart som beskrevs av Heinrich Friese 1899. Exomalopsis collaris ingår i släktet Exomalopsis och familjen långtungebin. Inga underarter finns listade i Catalogue of Life.